# Diego Calderón Caicedo
Diego Fernando Calderón Caicedo (Chigorodó, 13 dicembre 1989) è un calciatore colombiano, attaccante svincolato.

## Carriera
Ha giocato nella prima divisione dei campionati colombiano, egiziano, saudita e giordano.